# Walther von Brauchitsch
Walther von Brauchitsch (teljes nevén Walther Heinrich Alfred Hermann von Brauchitsch; Berlin, 1881. október 4. – Hamburg, 1948. október 18.) német tábornagy.
Porosz katonacsaládból származott. 1938-ban a német szárazföldi haderő (Heer) főparancsnoka lett. 1939 novemberében ő és a vezérkari főnöke, Franz Halder nem értettek egyet Hitlerrel abban, hogy egy X napon megkezdődjék a Franciaország elleni invázió. Von Brauchitchs a tábornoki kar reményeivel ellentétben sem mert szembeszállni a Führer elképzeléseivel.
Beosztásánál fogva von Brauchitsch volt a lengyelországi hadjárat főparancsnoka. A nyugati hadjáratot kockázatosnak vélte, de érveit nem fogadták el: 1940. május 10-én megkezdődött a franciaországi hadjárat, és ezzel véget ért a Furcsa háború.
A Barbarossa hadművelet - a Szovjetunió elleni támadás - idején von Brauchitsch szívrohamot kapott, és mivel így nem tudta ellátni vezetői feladatait, ez jó ürügyül szolgált arra, hogy ő lett a Moszkva alatti kudarc egyik bűnbakja. 1941 decemberében Hitler leváltotta, és maga vette át első civilként a Heer főparancsnoki beosztását.
A háború után Walther von Brauchitschot háborús bűnök elkövetésével vádolták meg, de még az ítélet kihirdetése előtt elhunyt.

## Fordítás
- Ez a szócikk részben vagy egészben  a    Walther von Brauchitsch című angol Wikipédia-szócikk fordításán alapul.  Az eredeti cikk szerkesztőit annak laptörténete sorolja fel. Ez a jelzés csupán a megfogalmazás eredetét és a szerzői jogokat jelzi, nem szolgál a cikkben szereplő információk forrásmegjelöléseként.